# Zamakhxar
Zamakhxar fou una petita localitat de Coràsmia a l'edat mitjana, entre la població de Nuzwar i Urgendj al Gurgandj la darrera capital medieval. segons Al-Muqaddassí al final del segle X tenia una ciutadella. Al segle xi hi va néixer el filòsof Abu-l-Qàssim Mahmud ibn Úmar az-Zamakhxarí. No se sap si fou devastada pels mongols però en tot cas va sobreviure i fou visitada per Ibn Battuta a la primera meitat del segle xiv que diu que era a quatre milles de la "ciutat de Coràsmia" (Nova Urgenj, que havia substituït a la Vella Urgenj devastada pels mongols i coneguda com a Kuhna o Konya Urgenj "Vella Urgenj"); és la darrera vegada que és esmentada. Sembla que correspon a les ruïnes actuals de Zmukhxir.